# Bāgh Mīān (ort i Khorasan)
Bāgh Mīān (persiska: باغ میان) är en ort i Iran.   Den ligger i provinsen Khorasan, i den nordöstra delen av landet, 700 km öster om huvudstaden Teheran. Bāgh Mīān ligger 1 381 meter över havet och antalet invånare är 322.
Terrängen runt Bāgh Mīān är kuperad söderut, men norrut är den platt. Runt Bāgh Mīān är det ganska glesbefolkat, med 25 invånare per kvadratkilometer. Närmaste större samhälle är Torbat-e Ḩeydarīyeh, 6,2 km nordväst om Bāgh Mīān. Omgivningarna runt Bāgh Mīān är i huvudsak ett öppet busklandskap.